# Jack Metcalfe
Jack Metcalfe (eigentlich John Patrick Metcalfe; * 3. Februar 1912 in Bellingen, New South Wales; † 16. Januar 1994 in Tura Beach, New South Wales) war ein australischer Leichtathlet, dessen stärkste Disziplin der Dreisprung war. Daneben trat er auch im Weitsprung, Hochsprung und Speerwurf in Erscheinung.
Erste internationale Erfolge feierte Metcalfe bei den British Empire Games 1934 in London. Er siegte mit 15,63 m im Dreisprung, gewann mit 6,93 m die Bronzemedaille im Weitsprung und wurde mit 1,88 m Vierter im Hochsprung. Am 14. Dezember 1935 verbesserte er in Sydney den Weltrekord des japanischen Olympiasiegers Nambu Chūhei im Dreisprung um sechs Zentimeter auf 15,78 m.
Bei den Olympischen Spielen 1936 in Berlin errang Metcalfe die Bronzemedaille im Dreisprung. Nach dem ersten Durchgang belegte er mit einem Sprung auf 15,50 m und 26 cm Rückstand auf den späteren Sieger Tajima Naoto aus Japan den zweiten Platz. Während Metcalfe in diesem Wettkampf keine Steigerung mehr gelang, sprang Tajima im vierten Versuch auf 16,00 m und entriss ihm den Weltrekord. Dessen Landsmann Harada Masao zog im sechsten und letzten Durchgang mit 15,66 m noch an Metcalfe vorbei. Der Australier blieb bei diesen Spielen der einzige Medaillengewinner seines Landes. Daneben erreichte er im Hochsprung mit 1,85 m den geteilten zwölften Rang.
1937 gewann Metcalfe die Australischen Meisterschaften im Dreisprung und im Speerwurf. Im Hochsprung wurde er Zweiter. Im folgenden Jahr verteidigte er bei den British Empire Games in Sydney seinen Titel im Dreisprung mit 15,49 m erfolgreich. Darüber hinaus gewann er im Speerwurf mit 55,53 m die Bronzemedaille, belegte im Weitsprung mit 7,08 m den fünften Platz und im Hochsprung mit 1,82 m den siebten. Weitere Teilnahmen an internationalen Großereignissen verhinderte der Zweite Weltkrieg. Zuletzt wurde Metcalfe bei den Australischen Meisterschaften 1947 Dritter im Kugelstoßen. Danach blieb er dem Sport noch als Manager der australischen Olympiamannschaft von 1948 sowie als Mitglied des Organisationskomitees der Olympischen Spiele 1956 in Melbourne verbunden.